# Motorová jednotka 840
Motorové jednotky řady 840 jsou provozovány od roku 2003 v počtu šesti kusů dopravcem Železničná spoločnosť Slovensko (do roku 2005 Železničná spoločnosť). Všechny jednotky byly vyrobeny v roce 2003 ve spolupráci firem Stadler, Bombardier Transportation a ŽOS Vrútky. Jejich koncepce typu GTW 2/6 je shodná s elektrickými jednotkami řady 425.95 dodanými na Tatranské elektrické železnice v předchozích letech stejnými firmami.

## Konstrukce
Konstrukce jednotek řady 840 vychází z typu GTW 2/6, který v první polovině 90. let 20. století vytvořily firmy Stadler Bussnang, SLM Winterthur a ADtranz Zürich. Každou jednotku tvoří průchozí střední hnací modul, který může být dle požadavku zákazníka elektrický nebo dieselový (pro řadu 840 byla použita dieselová varianta). Ten je usazen na dvounápravovém hnacím podvozku. Z obou stran na hnací modul navazují řídicí, částečně nízkopodlažní vozy, každý je posazen na jednom běžném dvounápravovém podvozku, jenž se nachází v předních částech řídicích vozů. Vozová skříň řídicích vozů je vyrobena z hliníku, střední modul je z oceli. Do obou řídicích vozů vedou z obou stran vždy jedny dvoukřídlé dveře, které ústí do nízkopodlažního prostoru, jenž se nachází právě mezi dveřmi obou vozů (s výjimkou průchozí chodbičky ve středním modulu; celkem asi 70 % délky jednotky). Nízkopodlažní části jednotky jsou velkoprostorové, v jednom řídicím voze je umístěna kabina WC. Čelní části řídicích vozů, kde se nachází menší oddíl pro cestující, mají podlahu ve vyšší úrovni a jsou přístupné dvěma schůdky. Zcela v čelech jsou umístěny kabiny pro strojvedoucího. Interiér jednotek je klimatizován.
Dieselový motor se společně se všemi dalšími agregáty a elektrickou výzbrojí nachází ve středním modulu, pouze trakční měnič s IGBT prvky se nachází na střeše. Asynchronní motory jsou s nápravovými převodovkami spojeny přírubově.

## Vývoj, výroba a provoz
Dodávka jednotek řady 840 tvořila opci k nákupu elektrických jednotek řady 425.95 pro Vysoké Tatry, jejichž koncepce GTW 2/6 je shodná s jednotkami řady 840. Šest jednotek řady 840 bylo objednáno v roce 2000. O výrobu se podělili firmy Stadler (střední modul a podvozky), Bombardier Transportation (elektrická výzbroj) a ŽOS Vrútky (řídicí vozy a kompletace). První jednotka byla do zkušebního provozu s cestujícími zařazena v září 2003, pravidelný provoz byl zahájen v prosinci téhož roku, kdy již bylo dodáno všech šest objednaných jednotek. Ačkoliv byly původně určeny pro dopravu v okolí Vysokých Tater, byly deponovány ve Zvolenu. Teprve od konce roku 2007 jsou umístěny v Popradu. 13. prosince 2020 byly přesunuty k obsluze trati Dunajská Streda – Komárno.